# Pain blanc
Pour l’article ayant un titre homophone, voir Paimblanc.
Le pain blanc est un pain à base de farine de blé de laquelle ont été retirés le son et les germes, ce qui lui donne cette couleur bien blanche, ainsi qu'une date de durabilité minimale plus longue, lui évitant un certain rancissement par rapport à d'autres pains.
La farine utilisée dans le pain blanc doit également être éclaircie, voire décolorée, par l'emploi entre autres de bromate de potassium, azodicarbonamide, ou de dioxyde de chlore.
Aux États-Unis, le pain blanc est assimilé au pain de mie ou au sandwich.

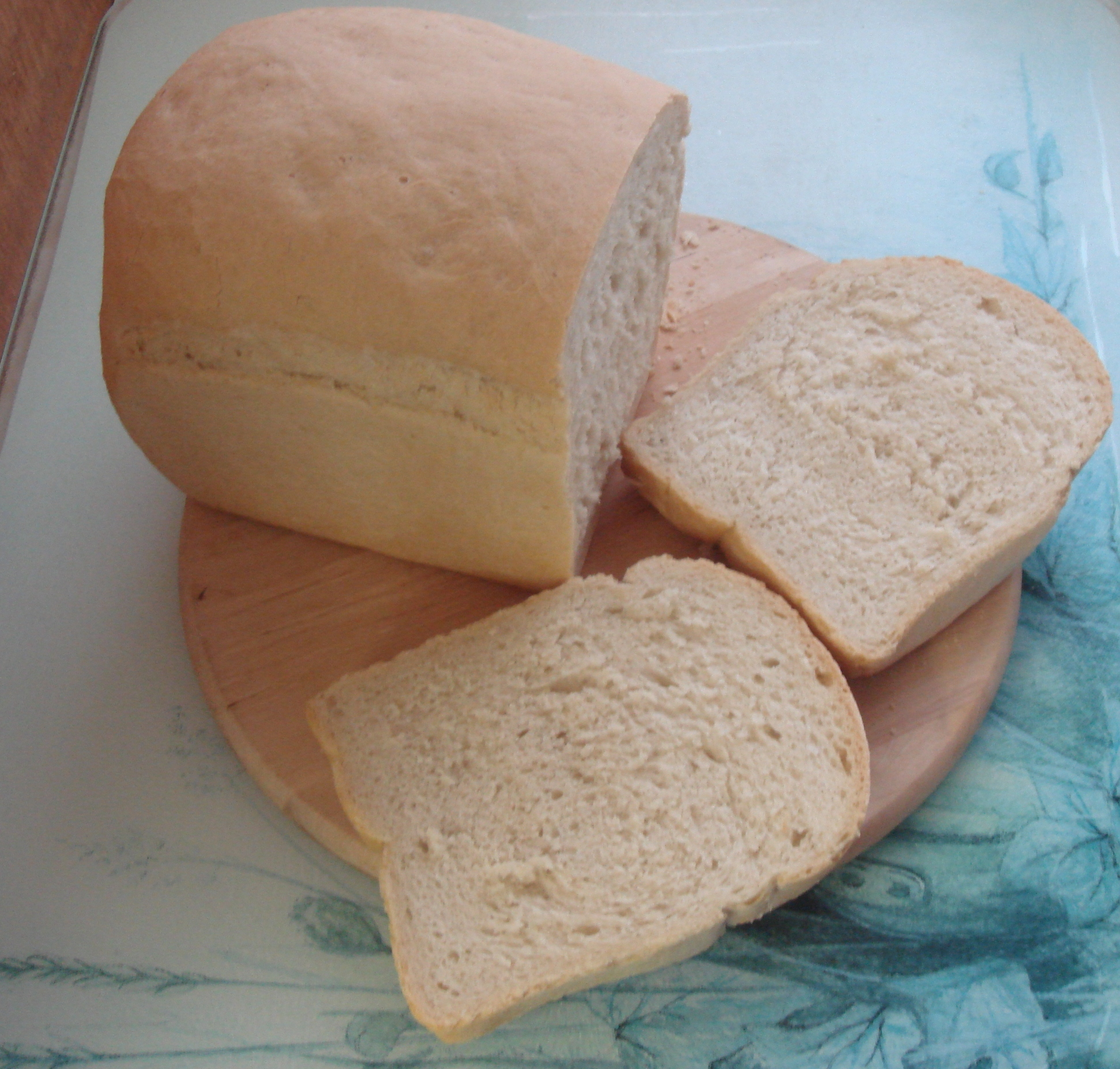
Pain blanc.

### Articles connexes

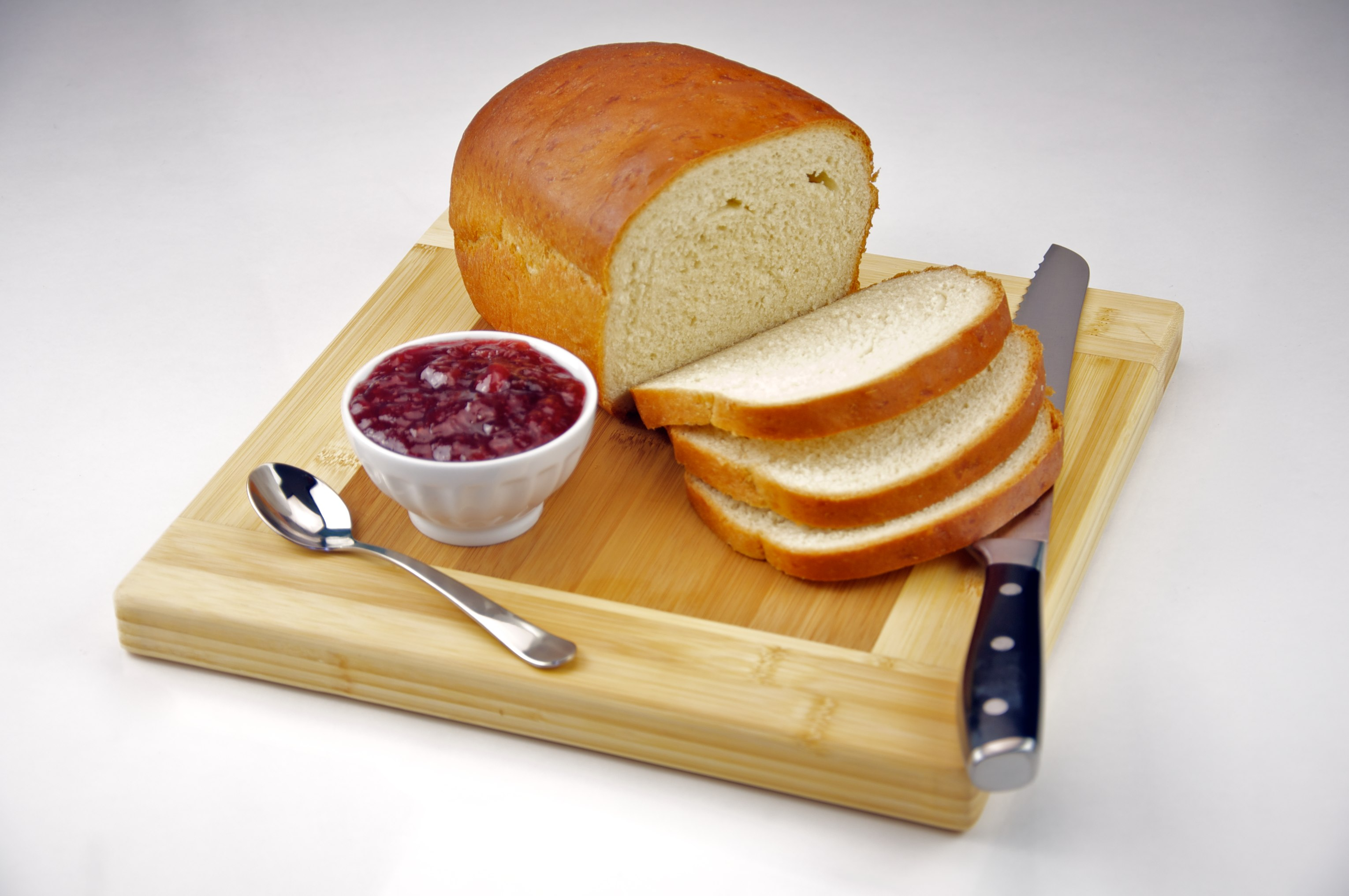
Pain blanc et confiture de fraise.